# 통상산업성
통상산업성(일본어: 通商産業省, Ministry of International Trade and Industry, MITI)은 1949년부터 2001년까지 일본국 정부의 부처였다. MITI는 일본에서 가장 강력한 정부 기관 중 하나였으며, 최고 수준의 정부 기관이었다. 그 영향력 덕분에 일본 산업 정책의 대부분을 효과적으로 운영하고 연구 자금을 지원하고 투자를 지시했다. 2001년 중앙 정부 개혁 과정에서 MITI는 다른 기관과 합병되어 새로 창설된 일본 경제산업성(METI)을 구성했다.

## 중요 기관
- 산업기술총합연구소(AIST)
- 일본무역진흥기구(JETRO)
- 일본 특허청(JPO)

## 같이 보기
- 일본의 경제
- 일본 경제산업성